# 河合みのる
河合 みのる（かわい みのる、1月26日 - ）は、日本の男性声優。広島県出身。フリー。

## 人物
ベルプロダクションに所属していた。
先祖に新撰組勘定方河合耆三郎がいる。

## 出演
太字はメインキャラクター。

### テレビアニメ
2014年
- 風雲維新ダイ☆ショーグン（門番1）
- LOVE STAGE!!（金田紅夢、タクシー運転手）

2015年
- 銀魂゜（ピッ●ロさん的な緑の人、時の番人）
- NARUTO -ナルト- 疾風伝（2015年 - 2017年、コムギ、ドカン、三代目・風影、マキビ社長、革者・隊長 他）

2018年
- イナズマイレブン アレスの天秤（井本勝則）

2019年
- BORUTO-ボルト- NARUTO NEXT GENERATIONS（村長）

### 劇場アニメ
- BORUTO -NARUTO THE MOVIE-（2015年、コウスケ）

### ゲーム
2012年
- イナズマイレブンGO ストライカーズ 2013（アレサンドロ・ロッサ）

2014年
- アサシン クリード ローグ（ローレンス・ワシントン）
- アサシン クリード ユニティ

2015年
- ドラゴンクエストヒーローズ 闇竜と世界樹の城
- LEGO® ジュラシック・ワールド

2016年
- NARUTO -ナルト- 疾風伝 ナルティメットストーム4（木の葉の忍）
- ドラゴンクエストヒーローズII 双子の王と予言の終わり（ミュシャド）
- FINAL FANTASY XV（ネイヴィス）
- 龍が如く6 命の詩。（本庄次郎）

2017年
- バイオハザード7 レジデント イービル（デイビッド・アンダーソン）
- 巨影都市（柴田亮二）

2020年代
- ドラゴンクエストモンスターズ3 魔族の王子とエルフの旅（2023年、術者ダライラス）

### 吹き替え

#### 担当俳優
マイケル・ペーニャ
- お!バカんす家族 (ニューメキシコ警官）
- グッド・ドクター 禁断のカルテ（ジミー・ベガ）
- バチカン・テープ (ロサーノ神父)
- リンカーン弁護士（ヘスス・マルティネス）

#### 映画・ドラマ
- アースフォール 地球壊滅
- アザー・ガイズ 俺たち踊るハイパー刑事!（フォッシー〈デイモン・ウェイアンズ・Jr〉）
- アナコンダ vs. 殺人クロコダイル（市長）
- アフター・アース（ボー）
- アメリカン・ゴシック 〜偽りの一族〜
- アンリミテッド（ロニー〈クリス・ジャクソン〉）
- ウォールストリート・ダウン（フレディ〈キース・デイヴィッド〉）
- X-コンタクト（ドック）
- エレメンタリー ホームズ&ワトソン in NY
- キャプテン・フィリップス（アサド）
- くるみ割り人形
- クロエ モレッツ ジャックと天空の巨人
- ゴール・オブ・ザ・デッド　前半戦/死霊のキックオフ大乱闘編
- 恋人まで1%（マイキー〈マイケル・B・ジョーダン〉）
- GODZILLA ゴジラ（地上部隊員2[7]）
- コロンビアーナ
- コンプライアンス 服従の心理（ヴァン）
- ザ・ラストシップ（リン上級上等兵曹、ショーン・ラムジー〈ブライアン・F・オバーン〉、イアン）
- ザ・レジェンド（バオ）
- シャークネード カテゴリー2
- 会いたい（カン・サンドゥク）
- ウェアハウス13 〜秘密の倉庫 事件ファイル〜 シーズン3（マーカス）
- オースティン&アリー（チャック〈ジョン・ポール・グリーン〉）
- キャシーのbig C いま私にできること
- グレイズ・アナトミー11,12（アイザック〈ジョー・アドラー〉）
- 恋するメゾン。〜Rainbow Rose〜（ナムヒョク）
- 項羽と劉邦 King's War（彭越）
- 孔子（公冶長、孔鯉、冉有）
- THE FALL 警視ステラ・ギブソン
- 水滸伝 All Men Are Brothers (蕭譲、曹正)
- スター・トレック イントゥ・ダークネス
- ストライクバック：極秘ミッション シーズン1
- ゾンビ処刑人
- ダークナイト ライジング
- ダイアナ（職員）
- ドアマン（ボリス〈アクセル・ヘニー〉）
- 謀りの後宮（李顕）
- DCエクステンデッド・ユニバース
  - スーサイド・スクワッド（フロスト〈ジム・パラック〉）
  - ジャスティス・リーグ（看守[8]）
  - ジャスティス・リーグ:ザック・スナイダーカット（看守[9]）
- TRUE JUSTICE 沈黙シリーズ
  - 沈黙の神拳
  - 沈黙の挽歌（ケンジロウ）
  - 沈黙の啓示（ヒロ）
  - 沈黙の背信（2011年、ヒロ）
  - 沈黙の宿命（ヒロ）
  - 沈黙の弾痕（ボビー）
  - 沈黙の嵐 (マーカス)
  - 沈黙の掟 (マーカス)
  - 沈黙の牙 (マーカス)
  - 沈黙の炎 (マーカス)
  - 沈黙の刻 (マーカス)
- 沈黙の達人（キューマム〈ユー・カン〉）
- テイカーズ（ジェシー・アッティカ〈クリス・ブラウン〉）
- テスター・ルーム（フィリップ）
- デスパレートな妻たち
- デビアスなメイドたち シーズン2（レジー・ミラー）
- 24 -TWENTY FOUR- リブ・アナザー・デイ（ベルチェック、ナビード）
- トカレフ（運転手）
- とび蹴りアチョ〜ズ（アルバート〈ジミー・ベリンジャー〉）
- ドラゴン・ブレイド（ファルコ）
- トランスフォーマー/ロストエイジ（ヒゲ部下）
- ドラフト・デイ（クリス・バーマン、ボー・キャラハン）
- トンイ（ヒジェの部下）
- 白鯨
- バットマン vs スーパーマン ジャスティスの誕生（慰霊碑リポーター）
- PAN 〜ネバーランド、夢のはじまり〜（グロウラー[10]）
- HEROES ファイナル（エドガー〈レイ・パーク〉）
- ビトレイヤー（ネイサン・バートニック〈ダニエル・メイズ〉）
- 101日
- ファイヤー・ウィズ・ファイヤー 炎の誓い（ラマー〈カーティス・“50セント”・ジャクソン〉）
- フォーリング スカイズ
- PRESSURE/プレッシャー（カーセン）
- ベイビー・メイク 私たちのしあわせ計画（ロン・ジョン〈ジェイ・チャンドラセカール〉）
- ペク・ドンス（清の使臣）
- 暴走車 ランナウェイ・カー（エスピノザ〈フェルナンド・カヨ〉）
- ホーンテッド 世界一怖いお化け屋敷（エヴァン〈アンドリュー・コールドウェル〉）
- マーベル・シネマティック・ユニバース
  - アベンジャーズ
  - アベンジャーズ/エイジ・オブ・ウルトロン（スキンヘッド）
  - アントマン（男性警官）
  - ドクター・ストレンジ（長身の男[11]）
- ミッション:インポッシブル/ローグ・ネイション（制御室技師2）
- めっちゃ ソー・ランダム（ダミアン）
- 名探偵モンク7
- メンタリスト シーズン3-7
- 楊家将〜烈士七兄弟の伝説〜
- リベンジ シーズン2（ネイト・ライアン）
- レッド・バレッツ
- レッドファクション 地球防衛軍 VS 火星反乱軍（コルヴァリス）
- ワールド・ウォーZ

#### アニメ
- アニメ 世界偉人伝
- FはFamilyのF
- サミーとシェリー2 僕らの脱出大作戦
- 出張ヒーローZERO（チャック）
- スカイランダーズ・アカデミー (ポップ・フィズ、ヒューゴ）
- ドックはおもちゃドクター（アル）
- トランスフォーマー アドベンチャー マイクロンの章（父親）
- パワーパフガールズ（第2作）（ダニー）

#### ボイスオーバー
- あなたが知らない10の歴史秘話
- イギリスお宝鑑定団 ポーン・スターズ
- 現代の驚異
- 古代の宇宙人（ジョルジョ・A・ツォカロス）
- 古代の宇宙人 presents エイリアンを調査せよ!（ジョルジョ・A・ツォカロス ）
- 射撃王〜10万ドルを手にするのは誰だ〜 シーズン1-2
- ストレージ・ウォーズ〜倉庫まるごと買取ります!〜（ジャロッド・シュルツ）
- 食べつくせ!アメリカ
- 呪われた島 オーク・アイランドと財宝の謎
- フィッシュ・タンク・キング〜夢の水槽作ります シーズン2
- アラスカ爆走!オフロード・ウォリア-ズ
- スゴ腕どうぶつドクター（チャールズ・ポ－ル）

#### その他
- UFC登竜門TUF レスナー軍vsドス・サントス軍（ミックボウマン）